# گوبازس دوم لازستان
گوبازس دوم (گرجی: გუბაზ II , یونانی: Γουβάζης) پادشاه لازیکا (گرجستان غربی مدرن) از حدود سال ۵۴۱ تا زمان ترورش در سال ۵۵۵ بود. او یکی از شخصیت‌های اصلی جنگ لازیک (۵۴۱–۵۶۲) بود. او در ابتدا به عنوان دست نشانده امپراتوری بیزانس بر تخت نشست، اما اقدامات سنگین مقامات بیزانس باعث شد تا از رقیب اصلی بیزانس، ایران ساسانی کمک بگیرد. بیزانسی‌ها با کمک ارتش ایرانی در سال ۵۴۱ از لازستان بیرون رانده شدند، اما اشغال کشور توسط پارسیان بدتر شد و گوبازس در سال ۵۴۸ از بیزانس درخواست کمک کرد. گوبازس در طول چند سال بعد به عنوان متحد بیزانس باقی ماند، زیرا دو امپراتوری برای کنترل لازستان با قلعه پترا به عنوان نقطه کانونی مبارزه می‌جنگیدند. گوبازس سرانجام با سرداران بیزانسی بر سر ادامه بی‌نتیجه جنگ به نزاع پرداخت و به دست آنها ترور شد.

## زندگی‌نامه

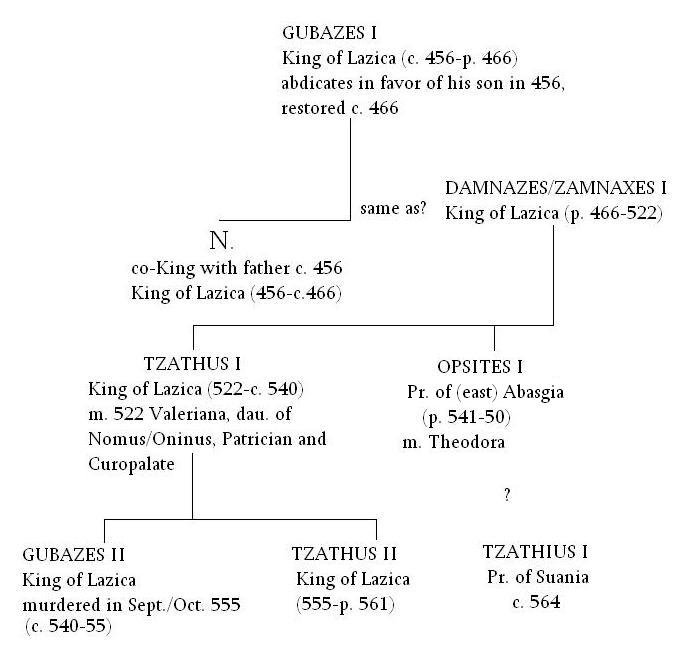
بازسازی آزمایشی تومانوف از شجره نامه پادشاهان لازیکا.

### اوایل زندگی
گوبازس از طریق مادرش والریانا تبار بیزانسی داشت. به نظر می‌رسد ازدواج تزاتیوس با والریانا اولین ازدواج ثبت شده بین نخبگان لازستانی و بیزانس باشد. رسم ازدواج با زنان بیزانسی، معمولاً از طبقه اشراف سناتور، در میان خانواده سلطنتی لازستان رایج بود. عموی او، «شاه» اپزیتس لازستان (معلوم نیست دقیقاً چه زمانی سلطنت کرد) با یک نجیب‌زاده بیزانسی به نام تئودورا ازدواج کرد. مشخص است که گوبازس یک برادر کوچکتر به نام تزاث داشت که جانشین او بر تخت سلطنت شد و یک خواهر ناشناس. گوبازس متأهل و صاحب فرزند بود، اما نام همسر و فرزندان او در دست نیست. نام پدر گوبازس از سالنامه‌های باستانی معلوم نیست. پروفسور سیریل تومانوف، متخصص تاریخ و نسب‌شناسی قفقاز، این فرضیه را مطرح کرده است که گوبازس پسر و جانشین مستقیم پادشاه تزات یکم بوده و اوپسیتس، عموی او، هرگز به عنوان یک پادشاه حکومت نکرده است.